# تسقالتوبو

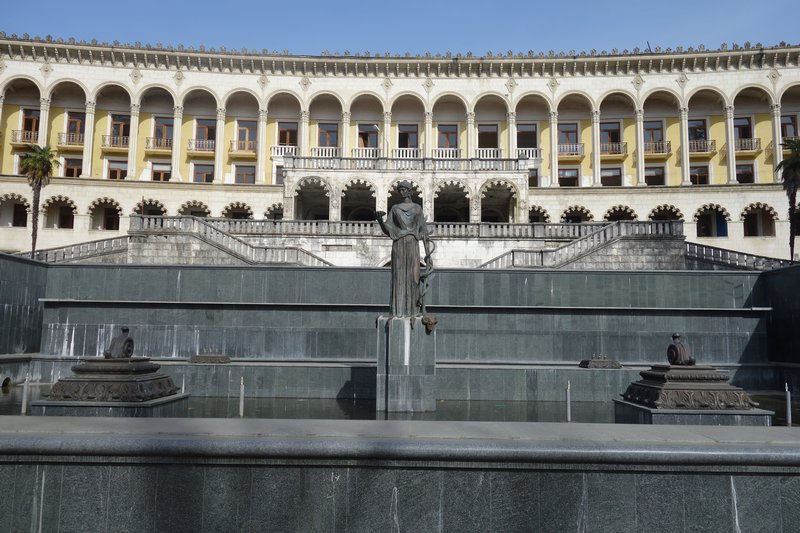
مصحة شاختار سابقًا

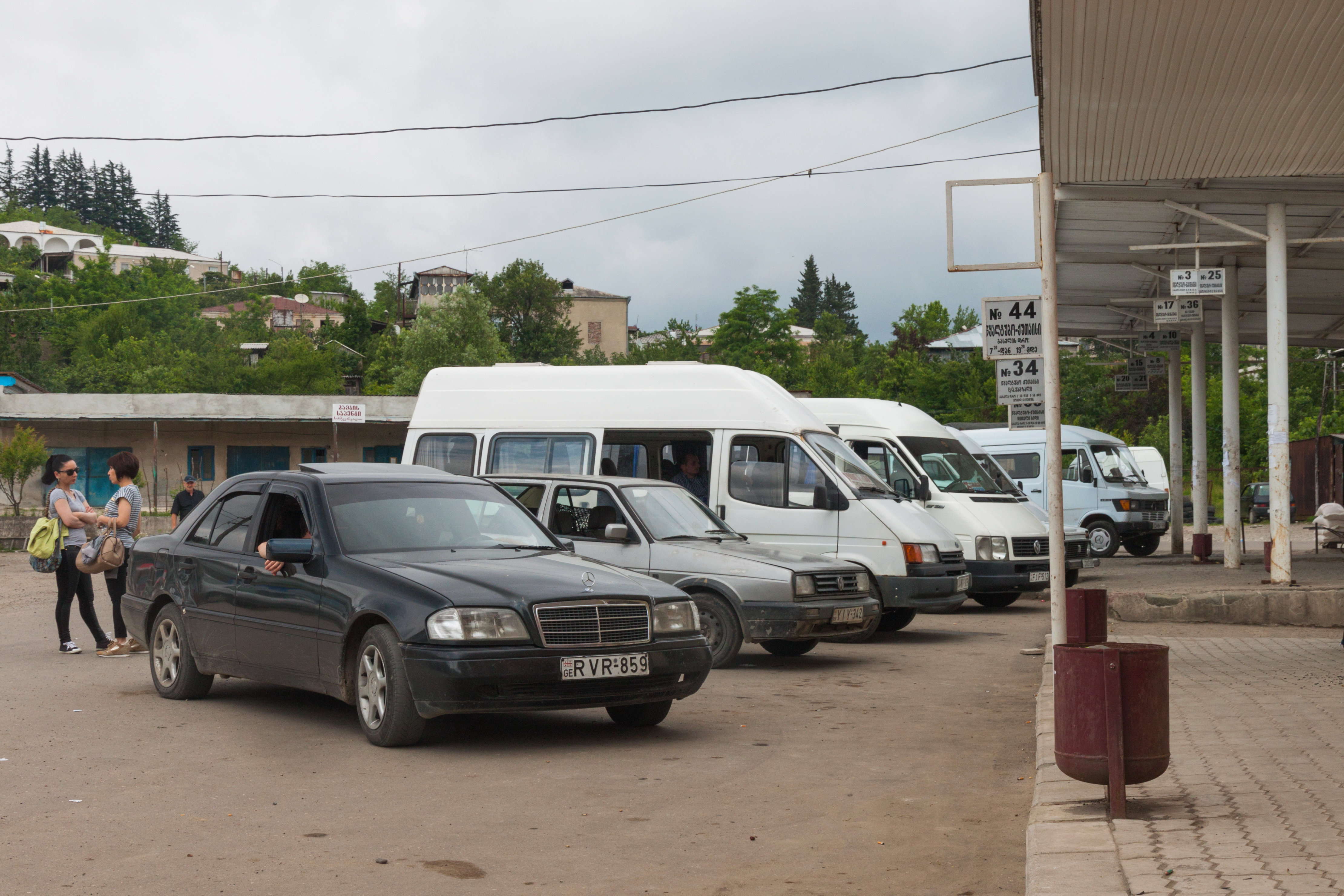
محطة باصات

تسقالتوبو (بالجورجية: წყალტუბო) هو حمام طبي في غرب وسط جورجيا.